# Îles Ehotilé Nationalpark
Îles Ehotilé Nationalpark er en nationalpark i Elfenbenskysten i Sud-Comoé-regionen. Parken består af en gruppe lave øer og de mellemliggende kanaler, der adskiller Abylagunen fra Atlanterhavet.
Nationalparken blev etableret i 1974 på initiativ af lokalsamfundene, der ønskede at beskytte deres historiske steder. Ehotile-øerne blev også udpeget til et Ramsarområde i 2005 under navnet Îles Ehotilé-Essouman, og det foreslåetUNESCO at gøre det til et verdensarvssted i 2006. De arkæologiske og historiske steder på øerne er også beskyttet.

## Geografi
Øgruppen består af seks øer (Assokomonobaha, Balouate, Meha, Nyamouan, Elouamin og den hellige ø Bosson Assoun) i flodmundingsområdet. De dækker et område på 722 hektar (det omkringliggende havområde ikke medregnet).

## Flora og fauna

### Flora
Øernes vegetation er meget varieret for et så lille område; kystzonen er hovedsageligt domineret af mangrove, og det indre er stort set tropisk skov.

### Fugle
Der er blevet registreret 128 fuglearter i 35 familier på øerne. De fleste af disse er akvatiske arter, og i den tørre sæson besøger trækfugle også parken. Ynglende arter omfatter lille lappedykker, afrikansk slangehalsfugl, rørskarv, kohejre, tophejre, mangrovehejre, vestlig revhejre, nathejre, uldhalsstork og nonnetræand.

### Pattedyr
Parkens skovzoner er også hjemsted for pattedyr, såsom dykkerantiloper og busksvin, samt to arter, der giver parken dens unikke karakter: en af disse er vestafrikansk manat, et akvatisk pattedyr, der er karakteristisk for lagunerne i området; den anden er kolonien af halmfarvede frugtflagermus, der raster på Balouateøen, og som lokalbefolkningen mener er et tegn på deres forfædres tilstedeværelse. Derudover er der et stort udvalg af andre flagermus, og øerne er hjemsted for den plethalsede odder og den afrikansk fingerodder.

## Menneskelig aktivitet
Befolkningen, der bor op til parken er officielt anslået til 32.103 mennesker og er fordelt i 21 landsbyer, og udgør 32% af den samlede befolkning i departementet. Turisme er det eneste erhverv, der er tilladt på øerne, og fiskeri er hovedaktiviteten uden for det beskyttede område.